# Norges klimat
Norges klimat präglas av nordatlantiska driften (den nordliga delen av golfströmmen) de stora höjdskillnaderna och landets långa utsträckning i nord-sydlig riktning.
Norge ligger på samma breddgrad som Alaska, mellersta till norra Kanada, Grönland och Ryssland, men eftersom havstemperaturen utanför Norge ligger 5-10°C över motsvarande platser på samma breddgrader, och för att landet tar emot tempererad havsluft med västvindarna, ligger också lufttemperaturerna över motsvarande platser på samma breddgrader.

Norge indelat efter Köppens klimatklassificering.

Havstemperaturen varierar inte mer än 4 - 5 °C mellan sommar och vinter, och därför kommer platser längs kusten att ha milda vintrar och relativt kalla somrar (kustklimat). I inlandet är temperaturen mer direkt bestämd av solinstrålningen; därför har inlandsklimatet varma somrar och kalla vintrar. Månadsmedeltemperaturen för januari spänner från -17 °C på Finnmarksvidda till + 2 °C i vid kusten på Sørlandet och Vestlandet. I juli varierar medeltemperaturen från 17°C omkring Oslofjorden till 0°C på de högsta topparna i Jotunheimen.

## Nederbörd
Vestlandet är ett av de regnigaste områdena i hela Europa och ett av de regnigaste i världen utanför tropikerna. Lågtryck kommer ofta in mot Vestlandet och för med sig mycket mild och fuktig luft från havet. Det är regnigast i ett bälte 50–60 km från kusten.

## Vind
Läget i västvindbältena gör att Norge får mycket västlig och sydvästlig vind in över landet.

## Temperatur
Lofoten är det nordligaste området i världen där alla årets månader har en dygnsmedeltemperatur över 0 ºC. Havsströmmarna i Nord-Atlanten försvagas däremot ju längre norrut man kommer och på Finnmarksvidda finner man de lägsta temperaturerna i landet.